# Glyphomerus montanus
Glyphomerus montanus är en stekelart som beskrevs av Zerova och Seryogina 1999. Glyphomerus montanus ingår i släktet Glyphomerus och familjen gallglanssteklar. Inga underarter finns listade i Catalogue of Life.